# 天元突破グレンラガン 螺旋少年譚
『天元突破グレンラガン螺旋少年譚』（てんげんとっぱグレンラガンらせんしょうねんたん）は、作画：たくま朋正、原作中島かずきによる日本の漫画。『月刊コンプエース』（角川書店）にて、2009年8月号から2010年3月号にかけて連載していた。単行本は全1巻。『天元突破グレンラガン』の世界観である、多元宇宙（パラレルワールド）設定を基にした作品。

## 登場人物
シモン
穴掘り職人の花形ガンメン乗りに憧れテッペリン・シティの採掘場で仕事をしている少年。鬱屈した生活を続けていたがニアとの出会いが彼を変える
ニア
シモンが見つけたラガンの中で眠っていた記憶喪失の少女その正体は・・・
局の手先、螺旋王の人形コードN-005危険因子保持者を見つけ出す生体ユニットのひとり
作られた人形だったが感情を持ち城から逃げラガンを連れシモンの前に現れた
シモンとの記憶をリセットされるがシモンのニアを信じる心が記憶を取り戻す
ヨーコ
都市警備局の監察官。街を囲う外壁に頭上に見える空に得たいのしれない閉塞感を感じていた。そんな時に空を割って街に来たカミナを見てカミナ捜していた
カミナに会い真実を知り街を出てカミナについていくことを決意する
カミナ
アンチスパイラルに対抗できる力螺旋力をもつ人間を捜し偽りの空を破り街にやってきた
ヴィラル
カミナ率いる紅蓮団の一員
ブータ
ブタモグラの子供シモンのペット。ラガンを見つける
シャク
シモンが働く採掘場のオヤカタ
キタン
都市警備局の一員ヨーコの部下。街の蒸気パイプを武器にしたラガンに敗れる
ロシウ
都市警備局局長
キノン
都市警備局の一員
ロージェノム
都市勢力のトップ
アンチスパイラル
アンチスパイラルと呼ばれている偽りの空の向こうにいる人間を滅ぼす謎の存在